# Valvata saulcyi
Valvata saulcyi е вид охлюв от семейство Valvatidae. Видът не е застрашен от изчезване.

## Разпространение и местообитание
Разпространен е в Египет (Синайски полуостров), Израел, Йордания, Италия (Сицилия), Ливан, Палестина, Сирия и Турция.
Обитава крайбрежията и пясъчните дъна на сладководни басейни и реки.